# San Pedro (Albacete)
San Pedro és un municipi de la província d'Albacete a la comunitat de Castella la Manxa (Espanya). Inclou les pedanies de Cañada Juncosa, Casas de Abajo i Cuevas del Molino de las Dos Piedras.